# Gereglementeerd beroep
Een gereglementeerd beroep of beschermd beroep is een beroep dat alleen mag worden uitgeoefend door iemand die daarvoor toestemming heeft gekregen van een bevoegde autoriteit.
In België bedoelt men met "gereglementeerde beroepen" deze beroepen die onderworpen zijn aan de Belgische Vestigingswet.
In Nederland geldt een regelgeving waarbij niet het uitvoeren van het beroep is beperkt tot specifieke personen, maar waarbij het dragen van een titel is beschermd: de zogenaamde titelbescherming. Het staat eenieder vrij om geneeskunde te bedrijven (uitgezonderd de voorbehouden handelingen), maar men mag niet een gereglementeerde titel dragen, of een daarop sterk gelijkende titel. Titelbescherming wordt in Nederland geregeld in de Wet op de beroepen in de individuele gezondheidszorg (BIG) en wordt de toestemming voor het dragen van een titel verleend door het Ministerie van Volksgezondheid, Welzijn en Sport. Gereglementeerde beroepen in de medische sector zijn apotheker, arts, dierenarts, fysiotherapeut, gezondheidszorgpsycholoog, psychotherapeut, tandarts, verpleegkundige en verloskundige. Maar ook een architect of een beveiliger is een voorbeeld van een beschermd beroep.